# 白鳥長久
白鳥長久（生年不詳－1584年7月19日）是日本戰國時代至安土桃山時代於出羽國的武將。白鳥城城主（後來把居城轉移至谷地城）。通稱十郎、義國、武則等。

## 生平
出身不明。父親是白鳥義久。以現今村山市最上川左岸為據點的國人領主。文武兼備的名將。從谷地城城主中條長昌繼承村山郡内的名門中條氏。叔父白鳥長國把長女嫁給寒河江兼廣，以及把次女嫁到寒河江氏一族的溝延氏而與寒河江氏同盟。還有叔父白鳥義廣的女兒嫁給天童賴貞而與天童氏同盟。以此來增強勢力，支配著除了現在的河北町外的溝延地區。
天文11年（1541年），在陸奥國雄霸一方的伊達氏當主伊達稙宗・晴宗親子鬥爭時（天文之亂），作為最上義守的援軍加入稙宗方。天正元年（1573年），於羽州探題最上義守‧義光父子在家督繼承問題相爭的天正最上之亂中，一開始時是義守方，但是見到義光方的勢力時，長久向雙方建議講和。長久成為和議的仲介者而獲得一定的地位，並且成為村山郡内的實力者。天正5年（1577年），向織田信長派出使者獻上名馬白雲雀，因而獲得出羽守（後來被最上義光奪取），在外交活動上有積極的行動。與信長締結關係而企圖安定領國，但是這些行動被以統一出羽的最上氏當主最上義光警戒著。以此為契機，義光決定無論以任何手段都要殺死長久（『會津四家合考』）。
天正12年（1584年），因為義光裝病，長久在邀請下而前去山形城探訪義光，在入城後被義光抽出太刀殺死。失去長久的白鳥氏陷入混亂，之後被義光攻滅。被長久的血浸著的「血染之櫻」（血染めの桜）故事直到昭和初期仍然在山形城内流傳，現今有首塚存在（但是這個故事是虛構的）。而且即使長久自身有許多傳説和逸話，但是因為缺乏史料，直到現在都不能分清楚是否事實。

## 外部連結
- 武家家伝＿白鳥氏 （页面存档备份，存于）